# Juraj Jakubisko
Juraj Jakubisko (30. dubna 1938 Kojšov – 24. února 2023 Praha) byl slovensko-český filmový režisér, scenárista a kameraman, vedoucí ateliéru režie na Filmové akademii Miroslava Ondříčka v Písku. Jeho filmy se vyznačují velmi osobitou poetikou, bizarností i podivuhodnou hravostí. Díky jeho typickému rukopisu, plnému alegorií, fantazie a vizionářské obraznosti, se o Juraji Jakubiskovi píše[kdo?] jako o umělci, který svým magickým realismem znamená v této části světa ve filmu to, co Gabriel García Márquez v literatuře Latinské Ameriky.[zdroj⁠?!] Juraj Jakubisko přitahoval mezinárodní pozornost díky svým experimentálním filmům.[zdroj⁠?!]
Jeho manželkou byla slovenská herečka a filmová producentka Deana Horváthová-Jakubisková.

## Život
Debutoval dlouhometrážním hraným filmem Kristova léta (slovensky Kristove roky) (1967). Filmy Zběhové a poutníci (slovensky Zbehovia a pútnici) (1968), Ptáčkové, siroty a blázni (slovensky Vtáčkovia, siroty a blázni) (1969) a tragikomedie Na shledanou v pekle, přátelé (slovensky Dovidenia v pekle, priatelia) (1970, dokončen byl 1990) byly v 70. letech normalizační cenzurou zakázány a Juraj Jakubisko se mohl věnovat pouze dokumentární tvorbě. Až v roce 1979 natočil hraný film Postav dům, zasaď strom (slovensky Postav dom, zasaď strom) a v roce 1980 třídílný slovenský televizní film Nevera po slovensky. Vrcholem jeho tvorby v 80. letech byla historická sága s původním slovenským názvem Tisícročná včela (1983), která získala množství filmových ocenění podobně jako filmová pohádka Perinbaba (1985).
Ve filmech se slovenským názvem Sedím na konári a je mi dobre (1989) a Lepšie byť bohatý a zdravý ako chudobný a chorý (česky Lepší je být bohatý a zdravý než chudý a nemocný) (1992) s tématem milostného trojúhelníku vrátil ke své tvorbě ze 60. let. Od roku 1993 žil v Praze, kde natočil filmy Nejasná zpráva o konci světa (1997) a Post coitum (2004). Byl členem Evropské filmové akademie. V roce 2001 se stal docentem na pražské FAMU.
V roce 1992 neúspěšně kandidoval ve volbách v čele slovenské části Občanské demokratické strany na Slovensku.
V roce 2008 byl do kin uveden film Bathory. Film byl vyhlášen nejúspěšnějším filmem desetiletí v České republice a nejúspěšnějším filmem všech dob na Slovensku. Posbíral řadu ocenění po celém světě kupříkladu: CENA IGRIC – Slovensko (2009), Český lev (2009), Slnko v sieti (2010), Monaco International Film Festival (2010) nebo WorldFest-Houston International Film Festival (2011).
V květnu 2012 absolvoval v pražském Institutu klinické a experimentální medicíny (IKEM) transplantaci srdce. V sedmdesáti čtyřech letech se stal zřejmě nejstarším pacientem, jemuž byl v Česku tento zákrok proveden. V roce 2013 vydal první díl autobiografie pod názvem Živé stříbro. V roce 2013 byl oceněn Cenou Matice slovenské.
V roce 2017 se na návrh Umělecké rady Akademie múzických umění v Praze stal profesorem filmových, televizních a fotografických umění a nových médií se zaměřením režie.

## Filmografie
- 1960: Poslední nálet
- 1960: Každý den má své jméno
- 1961: Strieborný vietor
- 1962: První třída
- 1963: Mlčení (anglicky:Silence)
- 1965: Déšť (anglicky:Rain)
- 1965: Čekají na Godota
- 1967: Kristova léta
- 1968: Zběhové a poutníci
- 1969: Ptáčkové, siroty a blázni
- 1972: Stavba století (mezinárodní anglický název The Construction of the Century)
- 1975: Slovensko – krajina pod Tatrami (TV)
- 1977: Bubeník Červeného kříže
- 1978: Tri vrecia cementu a živý kohút (česky Tři pytle cementu a živý kohout)
- 1979: Postav dům, zasaď strom
- 1981: Nevera po slovensky I.–II.
- 1983: Tisícročná včela
- 1985: Perinbaba
- 1987: Pehatý Max a strašidla (mezinárodní anglický název Freckled Max and the Spooks)
- 1987: Teta (mini) TV seriál
- 1989: Sedím na konári a je mi dobre
- 1990: Na shledanou v pekle, přátelé
- 1990: Téměř růžový příběh (TV)
- 1992: Lepší je být bohatý a zdravý než chudý a nemocný
- 1997: Nejasná zpráva o konci světa
- 2004: Post Coitum
- 2008: Bathory
- 2018: Zapomenutý epos
- 2018: Slovanská Epopej
- 2023: Perinbaba a dva světy

## Knihy
- Živé stříbro. Praha: XYZ, 2013. 344 s. ISBN 978-80-7388-772-8.
- Perinbaba. Praha: Transmedialist, 2018. 224 s. ISBN 978-80-906578-1-6.

## Ocenění
1964
- Mezinárodní festival experimentálních filmů Knokke le Zoute 
 Mlčanie 
 • Čestné uznání bruselské školy INSAC

1967
- XVII. Mezinárodní filmový týden Mannheim 
 Kristove roky 
 • Cena FIPRESCI 
 • Cena Josefa Sternberga za nejoriginálnější a nejpřekvapivější film festivalu 
 • Cena Jury Vysoké lidové školy
- Cena Ústeckého Filmového klubu 
 Kristove roky 
 • Zvláštní cena 
 Vysťahovalec 
 • Zvláštní cena poroty
- Múza lyriky 
 Kristove roky 
 • Cena pražských diváků TERPSICHORÉ
- XVIII. Filmový festival pracujících, Ostrov nad Ohří 
 Kristove roky 
 • Cena poroty
- XVII. XVII. Mezinárodním filmovém týdnu v Mannheimu 
 Čakanie na Godota 
 • Cena Simony Dubreuilh
- XIV. Dny krátkého filmu v Oberhausenu 
 Čakanie na Godota 
 • Velká cena za nejlepší krátký hraný film 
 • II. cena mezinárodní poroty Vysokých lidových škol NSR
- X. MFF Grand Premio Bergamo 
 Dážď 
 • Zlatá medaile v kategorii autorského filmu

1968
- XXIX. MFF Benátky 
 Zbehovia a pútnici 
 • Medaile pro mladé tvůrce (Malý lev)
- IGRIC´67 
 • režie filmů Kristove roky a Zbehovia a pútnici
- Trilobit 1967 
 • výroční cena FITESu za režii filmů Kristove roky a Zbehovia a pútnici
- Cena československé filmové kritiky za rok 1967 
 Kristove roky 
 • nejlepší československý film roku
- Filmový festival pracujících´67, Bruntál 
 Kristove roky 
 • Cena za nejlepší film 
 • Cena města Bruntál za nejprogresivnější výkon mladého umělce
- Cena FINÁLE Plzeň 
 Zbehovia a pútnici 
 • Cena za režii a kameru
- V. Celostátní přehlídka o umění ARS FILM 
 Dážď 
 • Zvláštní cena 
 Vysťahovalec 
 • Zvláštní cena poroty

1969
- Přehlídka Československých filmů, Sorrento 
 • ZLATÁ SIRÉNA za režii filmů Kristove roky, Zbehovia a pútnici a Vtáčkovia, siroty a blázni
- Trilobit 1968 
 Zbehovia a pútnici 
 • Nejlepší scénář 
 • Nejlepší režie 
 • Nejlepší kamera
- IGRIC 1968 
 Zbehovia a pútnici 
 • Nejlepší scénář 
 • Nejlepší režie 
 • Nejlepší kamera

1973
- VI. MFF technického filmu, Budapešť 
 Stavba století 
 • Hlavní cena

1978
- Filmový festival v Oberhausenu 
 Bubeník červeného kríža 
 • Zvláštní cena
- MFF Varne 
 Bubeník červeného kríža 
 • Zlatá medaile
- XV. Celostátní přehlídka o umění ARS FILM 
 Bubeník červeného kríža 
 • Hlavní cena

1979
- MFF technických filmů Budapešť 
 Bubeník červeného kríža 
 • 1. cena

1982
- IV. Festival české a slovenské veselohry 
 Nevera po slovensky 
 • Cena smíchu

1984
- IV. MFF Sevilla 
 Tisícročná včela 
 • Hlavní cena Konfederace španělských filmových klubů za nejlepší film festivalu
- XLVI. MFF Benátky 
 • Čestné uznání a plaketa RAI II. za dosavadní filmovou tvorbu

1985
- XLII. Mezinárodní filmový festival Benátky 
 Perinbaba 
 • Cena Gondola, Zvláštní uznání poroty Katolického filmového střediska

1986
- Mezinárodní festival filmů pro děti a mládež 
 Perinbaba 
 • Zvláštní cena poroty
- Medaile slovenského filmu 
 Perinbaba
- XXIV. Festival českého a slovenského filmu Mariánské lázně 
 Perinbaba 
 • Cena za výtvarnou stránku filmu
- Filmový festival v Bělehradu 
 Perinbaba 
 • Cena diváků za nejlepší film
- Mezinárodní filmový festival Benátky 
 Perinbaba 
 • Čestné uznání RAI II
- IV. Festival mladého diváka Lyon 
 Perinbaba 
 • Cena mladého diváka za nejlepší film
- I. Mezinárodní přehlídka filmů pro děti a mládež Mar del Plata 
 Perinbaba 
 • Zvláštní uznání

1987
- Mezinárodní filmový festival Rimovski 
 Perinbaba 
 • Hlavní cena Camerio
- I. Mezinárodní filmový festival pro děti a mládež Buenos Aires 
 Perinbaba 
 • První cena poroty

1988
- Titul zasloužilý umělec

1989
- Benátský filmový festival 
 Sedím na konári a je mi dobre 
 • Čestné uznání a plaketa RAI II

1990
- IFF Moscow 
 Sedím na konári a je mi dobre 
 • Hlavní cena
- Festival československého filmu 
 Sedím na konári a je mi dobre 
 • Zvláštní cena poroty
- IFF Stasbourg 
 Sedím na konári a je mi dobre 
 • Cena poroty a Cena Alsace Media

1991
- Los Angeles Film Festival – AFI Fest 
 • Tribute award

1993
- IX. Festival de Cinema de Troia Setubal, Costa Azil 
 Lepší je být bohatý a zdravý než chudý a nemocný 
 • Hlavní cena Zlatý delfín

1997
- Pescara 
 Nejasná zpráva o konci světa 
 • Cena za nejlepší režii Zlatý delfín

1998
- Taos Talking Picture Festival 
 • Cena Maverick za celoživotní dílo
- Taos Talking Pictures Film Festival 
 Nejasná zpráva o konci světa 
 • Cena za vizuální přínos do kinematografie
- XXI. Mezinárodní filmový festival Denver 
 • Uznání za vynikající výkon ve filmovém umění
- Cena Matěje Hrebendy za přínos k rozvoji česko-slovenských vztahů
- Montreal World Film Festival 
 Nejasná zpráva o konci světa 
 • Cena za největší umělecký přínos a kinematografii roku
- Český literární fond 
 • Nejlepší režisér roku 98
- San Diego Film Festival 
 Nejasná zpráva o konci světa 
 • Cena za nejlepší režii
- Zvláštní cena Slovenského literárního fondu 
 Nejasná zpráva o konci světa 
 • Cena za nejlepší režii

1999
- Cran Gavier´99 
 Sedím na konári a je mi dobre 
 • Cena za nejlepší film

2000
- Přehlídka filmů Juraje Jakubiska v Bělehradu 
 • Zlatá pečeť za významný přínos v rozvoji umění a filmu (udělená Jugoslávskou filmotékou)
- Anketa slovenských filmových novinářů a kritiků 
 • První místo v kategorii Nejlepší slovenský režisér

2001
- Masarykova akademie umění 
 • Cena za celoživotní uměleckou činnost
- Český lev 2000 
 • Nejlepší filmový plakát k filmu Kytice – Juraj Jakubisko (cena byla udělena při vyhlášení nominací ceny Český lev 2000)

2002
- X. MFF Art Film Trenčianské Teplice 
 • Zlatá kamera za celoživotní přínos slovenské kinematografii (cena byla udělena v době zahajovacího ceremoniálu)

2003
- Český lev 2002 
• Dlouholetý umělecký přínos českému filmu (udělený Českou filmovou a televizní akademií)
- Nejvyšší státní vyznamenání Slovenské Republiky 
• Pribinův kříž II. třídy

2008
- XLIII. MFF Karlovy Vary 
• Křišťálový glóbus za dlouhodobý umělecký přínos světové kinematografii

2009
- Český lev 2008 
 Bathory 
• nejlepší výtvarný počin roku 
• Nejlepší výtvarník a výtvarná koncepce roku
- Cena Igric 
 Bathory 
• za výtvarný design filmu
- Elza Morante 
• Cena kinematografie

2010
- Monaco Charity Film Fest 
 Bathory 
• Nejlepší umělecký počin
- Slnko v sieti 
• Nejlepší filmový počin

2012
- Gijón International Film Festival 
• Cena za celoživotní přínos světovému filmu

2013
- Cena Matice slovenskej

## Divadlo
Slovenské národní divadlo:
- Krútňava, 1999
- Svätopluk, 2008

- Laterna magika:
Casanova – premiéra 2. února 1995, derniéra 26. října 2013

## Výstavy
- 2004: Paříž, Francie
- 2005: Berlín, Německo, Itálie, Praha – Česko
- 2009: Praha, Česko
  - MIRO Galéria, Bratislava, Slovensko
  - Prezidentský palác, Bratislava, Slovensko
- 2010: 6 výstav, Česko